# IC 4830
IC 4830 ist eine Balken-Spiralgalaxie vom Hubble-Typ SBbc im Sternbild Pfau am Südsternhimmel. Sie ist rund 193 Millionen Lichtjahre von der Milchstraße entfernt.
Das Objekt wurde am 16. September 1901 vom US-amerikanischen Astronomen DeLisle Stewart entdeckt.